# ブルーカンガルー
『ブルーカンガルー』(ぶるーかんがるー)とはエマ・チチェスター・クラーク作、まつかわまゆみ訳の絵本のシリーズである。評論社によって日本語版が出版されている。

## 内容
成長してゆく女の子リリーちゃんと、心優しいカンガルーのぬいぐるみの交流を描いた、心温まる物語。　
リリーちゃんとブルーカンガルーは大切な友達。　しかしリリーちゃんには次々とぬいぐるみが増えてゆき、ブルーカンガルーの居場所がなくなってゆく。　ベッドから転がり落ちた夜、ブルーカンガルーは、自分はもう要らなくなったと思ってしまう。　悲しみながらリリーちゃんとお別れするところから、一連のお話が始まる。　

## シリーズ
すべてのストーリーは繋がっており、リリーちゃんの心の成長を描いているが、それぞれ、一話完結のストーリーとなっている。
- 『だいすきよ、ブルーカンガルー! 』　1999年11月発行
- 『どこへいったの、ブルーカンガルー?』　2003年6月発行
- 『ブルーカンガルーがやったのよ! 』　同年9月発行
- 『どうしたらいい、ブルーカンガルー?』　2006年3月
- 『ほらみてて、ブルーカンガルー! 』　2007年2月発行
- 『クリスマスよ、ブルーカンガルー! 』　同年11月発行
- 『おめでとう、ブルーカンガルー!』　2008年10月発行